# Права ЛГБТ в Бутане
Гомосексуальность до сих пор является малообсуждаемой темой в бутанском обществе.
Часто источники указывают, что гомосексуальность в Бутане преследуется по закону (статьи 213 и 214 уголовного кодекса Бутана) и наказывается лишением свободы на срок от одного месяца до одного года. Однако существуют расхождения относительно того, попадают ли гомосексуальные отношения под упомянутый в статье 213 термин «неестественные половые отношения», а кроме того неизвестны случаи, чтобы кто-либо был посажен в тюрьму за проявления гомосексуальности. Влиятельная бутанская газета Bhutan Observer начала дискуссию о том, можно ли отнести гомосексуальность к неестественному сексу. Эта дискуссия вызвала живой отклик в обществе, высказывались различные точки зрения — от безусловной поддержки до полного неприятия. Можно точно утверждать, что гомосексуальность в бутанском обществе не считается болезнью, так как врачи в Бутане с этим явлением не сталкивались: по свидетельству психиатра из Национального госпиталя, лица нетрадиционной ориентации никогда не обращались за консультацией — был всего один случай, когда мужчина обратился за консультацией по поводу нарушения гендерной идентичности. Существует точка зрения, что гомосексуальные контакты возможны в закрытых однополых коллективах, таких как монастыри, однако отсутствуют прямые исследования о наличии и распространённости этого явления.
О жизни геев в Бутане известно мало. Существуют свидетельства некоторых гомосексуалов, проживающих в Бутане, которые считают, что бутанская культура не разделяет типичную западную точку зрения на гетеро- и гомосексуальность. Они считают, что в бутанском обществе эта тема не обсуждается не потому, что она запретна, а потому, что в общественном сознании нет соответствующих понятий для этого явления, а в тюрьму за сексуальные преступления человек может попасть в случае насильственных действий независимо от ориентации. С другой стороны, многие гомосексуалы скрывают свою ориентацию, опасаясь общественного порицания, состоят в традиционном браке и боятся признаться в своей ориентации, поэтому получить достаточную выборку для научных исследований в настоящее время не представляется возможным. Если опираться на опрос, проведённый газетой Bhutan Observer в мае 2010 года, то отношение к гомосексуальности среди читателей газеты разделилось примерно поровну с небольшим перевесом в сторону неприятия: на вопрос «Принимаете ли Вы гомосексуальность?» из 439 ответивших 51,71 % (227 человек) ответили «нет» и 48,29 % (212 человек) ответили «да».
Сексуальные и любовные отношения между женщинами тоже существуют в Бутане, хотя достоверных сведений о степени распространённости этого явления нет, поэтому высказываются противоположные мнения: от мнения о том, что такое явление для Бутана нехарактерно, до мнения, что лесбийская любовь более распространена в Бутане, чем мужская. По мнению исследователя из Колледжа Шерубце бутанское общество более открыто к лесбиянкам, чем к геям.